# Rainhill Trials
I Rainhill Trials furono un'importante competizione nei primi anni delle locomotive a vapore, svoltasi nel 1829 a Rainhill nel Merseyside, all'epoca nel Lancashire (tra Liverpool e Manchester).

## Il contesto storico
Quando la tratta di competenza tra Liverpool e Manchester si avvicinava al completamento, i direttori delle ferrovie dovevano scegliere il tipo di locomotive che avrebbero trainato i vagoni. Fu così che attraverso i Rainhill Trials si poterono vedere le locomotive in azione. Al vincitore spettarono 500 sterline. Come giudici furono scelte alcune figure di spicco di questo settore: John Kennedy, John Urpeth Rastrick, e Nicholas Wood.
Alla competizione presero parte 5 locomotive:
- Cycloped, costruita da Thomas Shaw Brandreth.
- Novelty, costruita da John Ericsson e John Braithwaite.
- Perseverance, costruita da Timothy Burstall.
- Rocket, costruita da George e Robert Stephenson.
- Sans Pareil, costruita da Timothy Hackworth.[1]

Tra tutte, l'unica che completò la gara secondo il regolamento fu la Rocket.
Nel 1980 i Rainhill Trials vennero rievocati in occasione del 150º anniversario.